# 小行星100049
小行星100049（100049 Césarann）是一颗绕太阳运转的小行星，为主小行星带小行星。该小行星于1991年10月19日发现。
該小行星以發現者安德魯·洛（Andrew Lowe）的姐夫塞薩爾·赫爾南德斯（César Hernandez）和姐姐安·赫爾南德斯（Ann Hernandez）命名。

## 轨道参数
小行星100049的轨道半长轴为352 544 533 km，2.3565811 UA，离心率为0.202。